# Ernesto Camagni
Ernesto Camagni (Seveso, Lombardía, 18 de agosto de 1900-Roma, 14 de julio de 1966) fue un obispo católico italiano.

## Biografía
Camagni fue ordenado sacerdote el 6 de mayo de 1923 en Milán. El Papa Pablo VI lo nombró obispo titular de Suava el 4 de junio de 1964 y lo consagró obispo el 28 de junio del mismo año. Los co-consagrantes fueron los arzobispos titulares Diego Venini y Ettore Cunial. 
Camagni trabajó en la Oficina de los Breves Apostólicos y fue director de la III Sección de la Secretaría de Estado de la Santa Sede. Fue padre conciliar en las dos últimas sesiones del Concilio Vaticano II.

## Premios y distinciones
- Gran Oficial de la Orden del Infante Dom Henrique (1922)
- Gran Cruz Federal al Mérito (1958)
- Gran Cruz del Mérito con Estrella (1960)
- Gran Oficial de la Orden del Mérito de la República Italiana (1963)
- Gran Condecoración de Honor en Oro con Estrella por servicios a la República de Austria (1965)